# Inspektorat Przasnysz Armii Krajowej
Inspektorat Przasnysz AK - struktura terenowa Podokręgu Północnego Armii Krajowej. 

## Struktura organizacyjna
Organizacja w 1944:
- Obwód Przasnysz AK
- Obwód Maków Mazowiecki AK